# Alte Kirche auf dem Rymelsberg

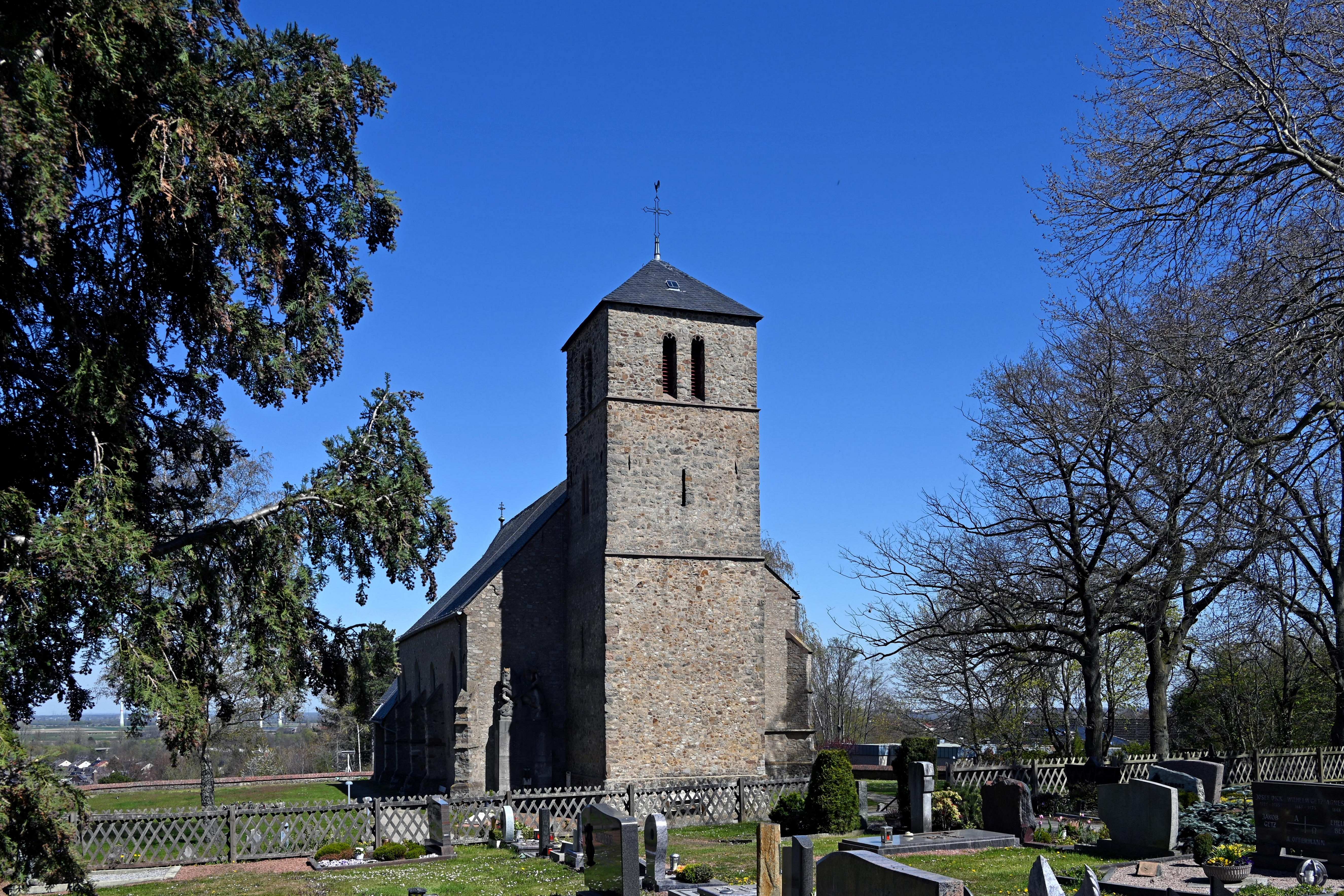
Alte Kirche in Langerwehe

Die Alte Kirche auf dem Rymelsberg ist die alte römisch-katholische Pfarrkirche von Langerwehe im Kreis Düren in Nordrhein-Westfalen.
Die Kirche ist unter Nummer 1 in die Liste der Baudenkmäler in Langerwehe eingetragen und dem hl. Martin von Tours geweiht.

## Geschichte
Das Martinspatrozinium sowie Gräberfunde aus dem 6./7. Jahrhundert lassen eine Gründung in fränkischer Zeit annehmen.
Die ältesten Teile der heutigen Kirche, die sich im untersten Geschoss des Turmes befinden, stammen aus romanischer Zeit. 1493 wurde die heutige gotische, dreischiffige und vierjochige Hallenkirche mit Chor und 5/8-Chorschluss errichtet, welche von Kreuzrippengewölben überspannt wurde. Sie ersetzt eine vermutlich romanische Saalkirche. Im Jahr 1543 erlitt das Gebäude starke Beschädigungen im Zuge der Jülicher Fehde. Weitere Beschädigungen folgten 1690 im Rahmen der Raubkriege Ludwigs XIV. Die Schäden wurden anschließend ausgebessert. In der Barockzeit baute man eine Sakristei an. Durch einen Blitzeinschlag wurde 1846 der Turmhelm, welcher wahrscheinlich achtseitig war, zerstört und durch ein einfaches Pyramidendach ersetzt. In dieser Form blieb die Kirche bis zum Zweiten Weltkrieg bestehen.
Von 1904 bis 1907 erbaute man im unteren Ortsteil von Langerwehe die neue Pfarrkirche St. Martin, da die Alte Kirche zu klein geworden war. Somit verlor die Alte Kirche ihren Status als Pfarrkirche. In den Kriegsjahren 1944 und 1945 wurde die Alte Kirche sehr stark beschädigt. Fast die gesamten Gewölbe stürzten ein und zerstörten somit auch einen Großteil der Inneneinrichtung. Bis 1959 wurde die Kirche wieder aufgebaut, jedoch ersetzte man die Gewölbe durch eine einfache Flachdecke. Nur im Chor ist das Gewölbe erhalten.

## Ausstattung
In der Kirche befinden sich eine Rokoko-Kanzel und eine Kreuzigungsgruppe im Triumphbogen. Die 14 Buntglasfenster der Kirche schuf Hermann Gottfried 1960.

## Orgel
Seit 2014 besitzt die Kirche auch wieder eine Orgel. Sie wurde 1977 von der Firma Gebr. Stockmann Orgelbau aus Werl für das Gregoriushaus in Aachen erbaut. Nachdem das Gregoriushaus geschlossen wurde, lagerte das Bistum Aachen die Orgel ein. Auf Betreiben des Vereins zur Erhaltung der Alten Kirche in Langerwehe gelang es, die Orgel kostenlos vom Bistum zu erhalten. So konnte die Orgel 2014 durch die Orgelbaufirma Wilbrand aus Übach-Palenberg in der alten Kirche aufgestellt werden. Das Instrument besitzt 11 Register.

## Glocken
Im Turm der alten Martinskirche hängt eine Bronzeglocke der Glockengießerei Otto aus Bremen-Hemelingen. Sie wurde im Jahr 1960 gegossen und war ursprünglich für die neue Martinskirche bestimmt. Da ihr Ton aber nicht zu denen des Stahlgeläutes passte, wurde sie in der alten Martinskirche installiert. Der Schlagton der Glocke ist g'; sie wiegt 765 kg.